# Местеакан (Дамбовица)
Местеакан (рум. Mesteacăn) насеље је у Румунији у округу Дамбовица у општини Валени-Дамбовица. Oпштина се налази на надморској висини од 728 m.

## Становништво
Према подацима из 2002. године у насељу је живело 334 становника, од којих су сви румунске националности.